# Матица (Звечан)
Матица (алб. Maticë) је насеље у општини Звечан, Косово и Метохија, Република Србија.

## Географија
Матица је на развођу Садова Потока и Селишког Потока, недалеко од ушћа Козаревске Реке у Ибар. Према суседним селима Дољану и Горњој Кориљи су Матички Крш и Матичка Коса. Њиве су слабе родности, јер је земља плитка. Оне су на местима која се називају Крчевина, Запис, Стара Кућа, Ралишта (ту су се остављала рада после рада), Мала Долина, Равна, Селиште, Бела Њива, Луг и Река. Стране брда и косе су под белим житима, а њиве с кукурузом су ниже кућа и у поточким долинама. Брдо Матица и Коса су под ситном церовом шумом и под „кршом“. Воћњаци су слаби.

## Историја
Старо село било је на Старој Матици или Селишту ниже брда Матице, по коме је добило назив. Крајем прошлога века село су запалили „зулумћари“ због неплаћене уцене. Тада је становништво подигло куће на Новој Матици. У селу има неколико затрпаних рударских окана. Гробље је код црквице у Горњој Кориљи.

## Порекло становништва по родовима
- Недељковићи, 6 кућа, слава Ђурђиц, су Дробњаци, предак се доселио у почетку 19. века са четири брата из колашинских Брњака, од којих су Млађовићи у Горњој Кориљи, Милутиновићи у Доњој Кориљи и Несторовићи у Житковцу.
- Милићи, 2 куће, су од Морачана Милосављевића у Козареву.
- Антићи, 3 куће, слава Св. Арханђео, су Васојевићи, досељени из околине Иванграда.
- Јаковљевићи, 2 куће, слава Св. Петка, су Гашани, досељени из Бандола 1907. године.
- Симић, 1 кућа, је досељен из Паруца на Рогозни.[1]

## Демографија
Према проценама из 2009. године које су коришћене за попис на Косову 2011. године, ово насеље је имало 311 становника, већина Срби.
| Година       | 1948 | 1953 | 1961 | 1971 | 1981 | 1991 | 2011 |
| ------------ | ---- | ---- | ---- | ---- | ---- | ---- | ---- |
| Становништво | 124  | 148  | 205  | 269  | 225  | 321  | 311  |

|  |